# Hyposidra talaca
Hyposidra talaca là một loài bướm đêm trong họ Geometridae.

## Hình ảnh

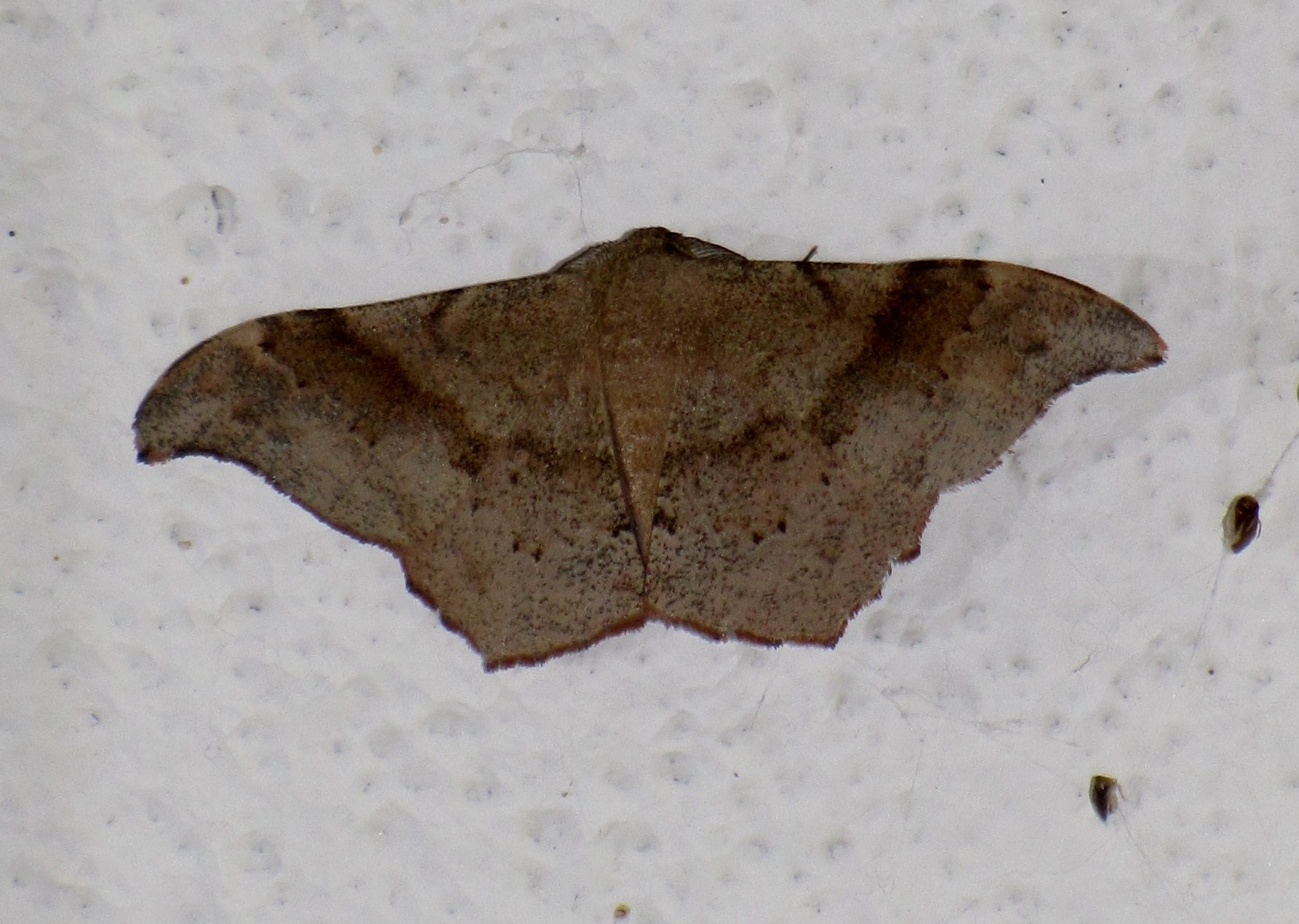
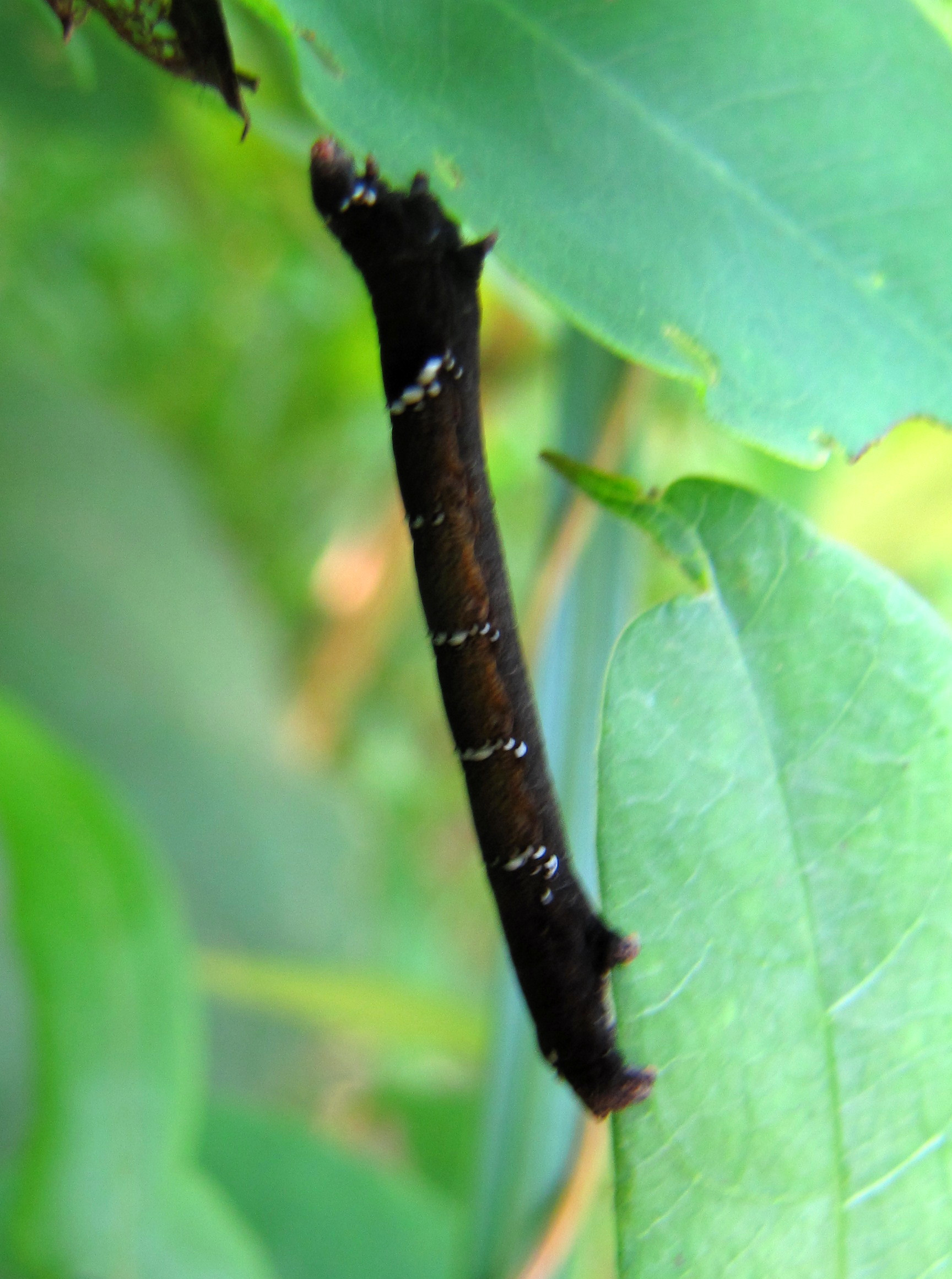